# Arpaise
Arpaise ist eine italienische Gemeinde (comune) mit 734 Einwohnern (Stand 31. Dezember 2023) in der Provinz Benevento in Kampanien. Die Gemeinde liegt etwa 11,5 Kilometer südsüdwestlich von Benevento und grenzt unmittelbar an die Provinz Avellino.